# Drosophila lauta
Drosophila lauta este o specie de muște din genul Drosophila, familia Drosophilidae, descrisă de Wheeler și Hajimu Takada în anul 1962.
Este endemică în Haiti. Conform Catalogue of Life specia Drosophila lauta nu are subspecii cunoscute.